# Железнодорожный мост через Десну (Чернигов)
Железнодорожный мост через Десну (укр. Залізничний міст через ріку Десну) — железнодорожный мост через реку Десна в городе Чернигове, Украина. Располагается на железнодорожной линии Чернигов — Нежин.

## История
В 1920-е годы был построен мост через Десну в составе ж/д линии Чернигов—Нежин. В 1924 году узкая колея на участке Чернигов—Вересочь была заменена более широкой. В 1927 году началось строительство новой ж/д линии Чернигов—Овруч и в то же время завершалось строительство линии Чернигов—Новобелицкая. После этого станция Старый Чернигов в ноябре 1928 года была перенесена на правый берег Десны.

## Общие данные
Общая длина моста 556 м. Представляет собой ферменный 4-пролётный мост с основным пролётом длиной 158 м. Фермы опираются на бетонные опоры. Ферма моста многоугольная (полигональная) с треугольной со стойками решеткой. Фермы рассчитаны на проезд нижней её частью. Высота низа фермы над уровнем воды реки Десна — 18 м. Материал — металл.
По мосту проходит однопутная железнодорожная линия Чернигов — Нежин на участке Чернигов—Колычевка. Железнодорожное полотно электрифицировано.